# Köyceğiz
Köyceğiz ist eine Stadtgemeinde (Belediye) im gleichnamigen İlçe (Landkreis) der Provinz Muğla in der türkischen Ägäisregion und gleichzeitig ein Stadtbezirk der 2012 gebildeten Büyükşehir belediyesi Muğla (Großstadtgemeinde/Metropolprovinz). Seit der Gebietsreform ab 2013 ist die Gemeinde flächen- und einwohnermäßig identisch mit dem Landkreis.

## Geografie
Der Landkreis/Stadtbezirk Köyceğiz liegt zentral in der Provinz und grenzt im Nordwesten an Ula und Menteşe, im Südosten an Dalaman und Ortaca. Im Süden bildet das Ägäische Meer eine natürliche Grenze und im Nordosten ist die Denizli der Nachbar. Die Stadt liegt direkt am gleichnamigen See Köyceğiz Gölü. Am südlichen Ende des Köyceğiz Gölü befindet sich die antike polis Kaunos, deren Felsengräber vom Boot aus in einer westlich sich erhebenden Steilwand sichtbar sind.

## Verwaltung
Der Kreis (bzw. Kaza als Vorgänger) bestand schon vor Gründung der Türkischen Republik 1923 und zählte zur ersten Volkszählung 1927 22.153 Einwohner in 69 Dörfern auf 2.520 km² Fläche. Der Verwaltungssitz Keuydjéyize (damalige, an das französisch angelehnte Schreibweise) brachte 1.175 Einwohner.
(Bis) Ende 2012 bestand der Landkreis neben der Kreisstadt aus den beiden Stadtgemeinden (Belediye) Beyobası und Toparlar sowie 19 Dörfern (Köy), die während der Verwaltungsreform 2013/2014 in Mahalle (Stadtviertel/Ortsteile) überführt wurden. Die vier existierenden Mahalle der Kreisstadt blieben erhalten, während die fünf Mahalle der beiden o. g. Belediye vereint und zu je einem Mahalle reduziert wurden. Durch Herabstufung dieser Belediye und der Dörfer zu Mahalle stieg deren Anzahl auf 25. Ihnen steht ein Muhtar als oberster Beamter vor.
Ende 2020 lebten durchschnittlich 1.519 Menschen in jedem Mahalle, 4.961 Einw. im bevölkerungsreichsten (Toparlar Mah.).

## Fotografische Eindrücke aus Köyceğiz

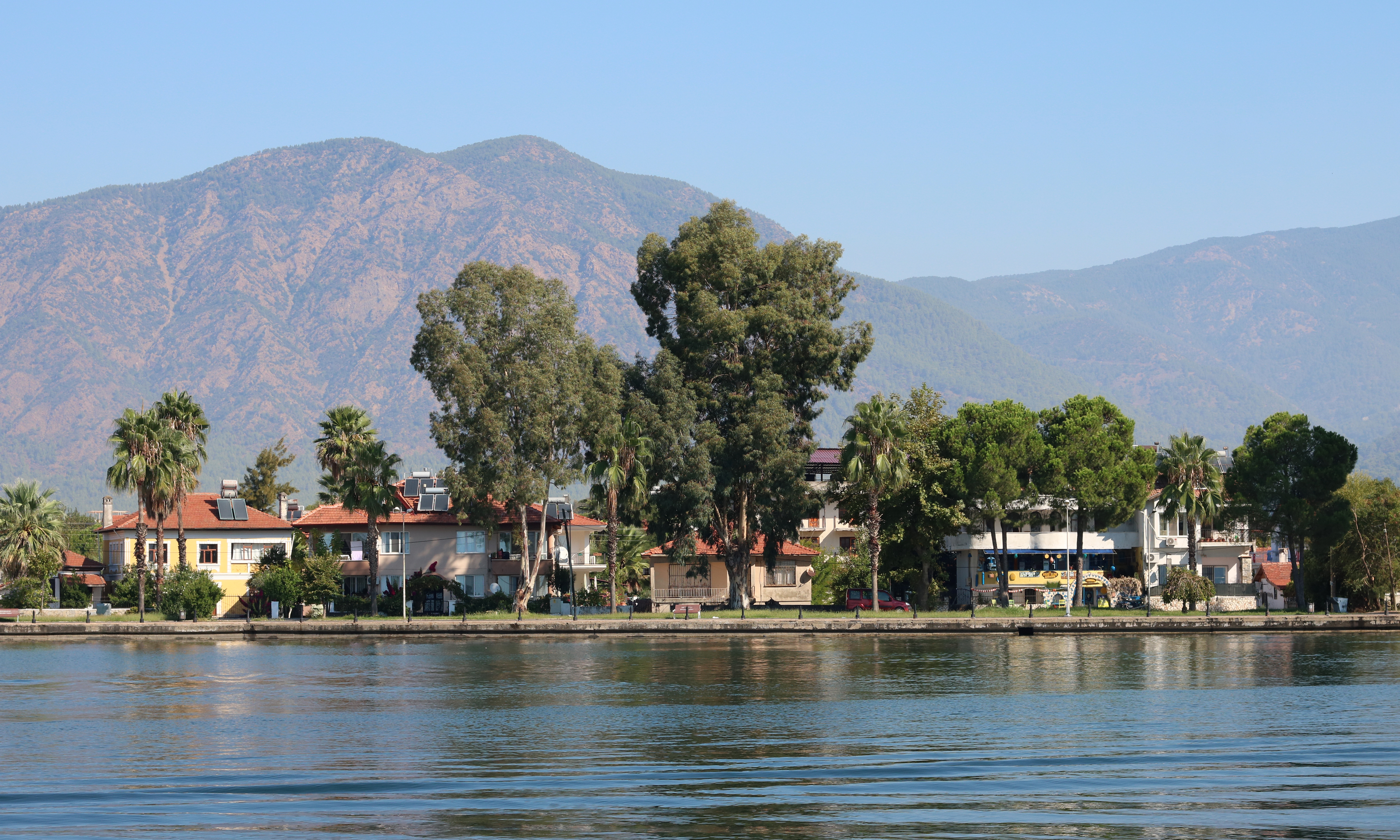
Ufer des Sees
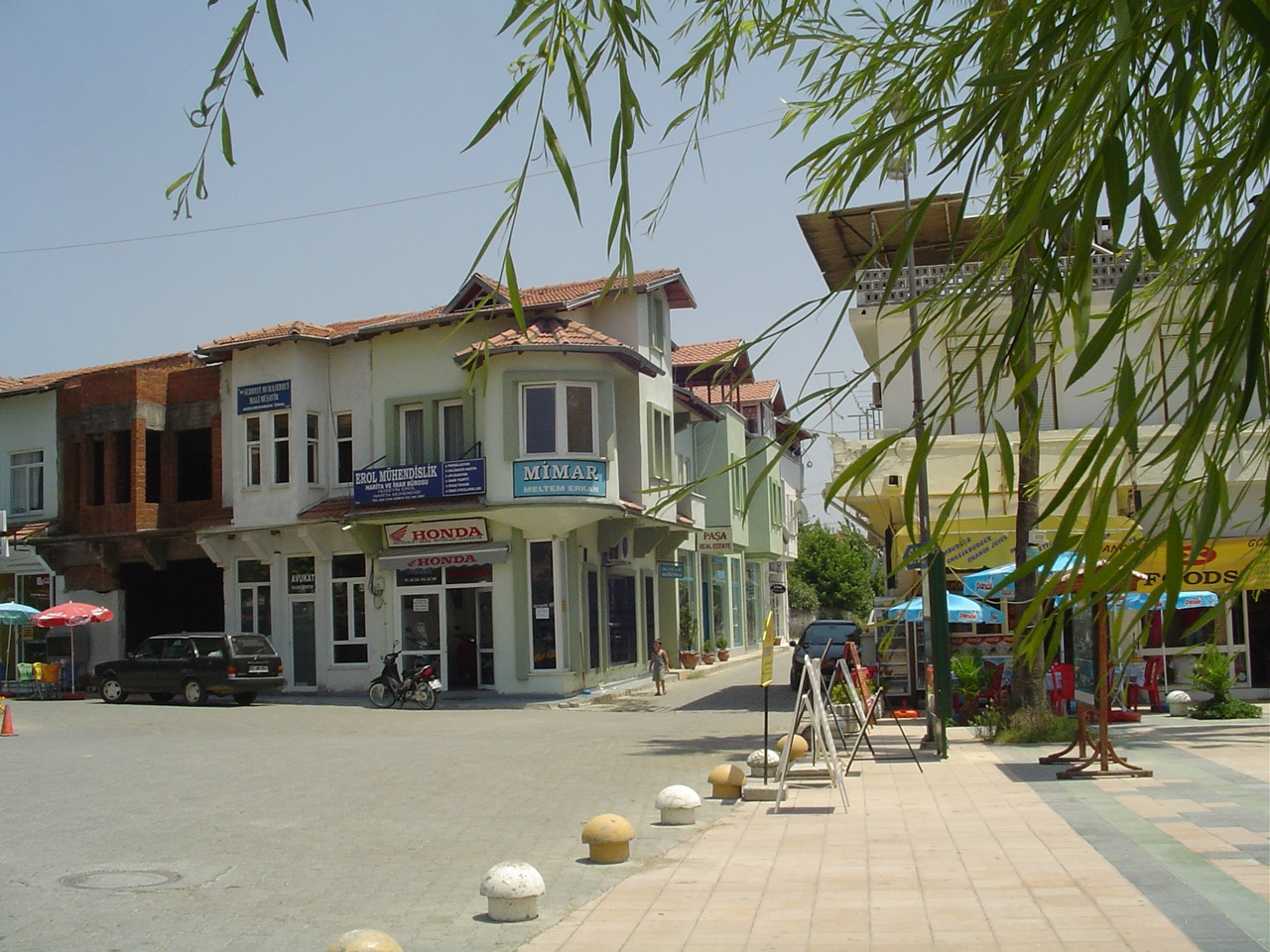
Der Hauptplatz
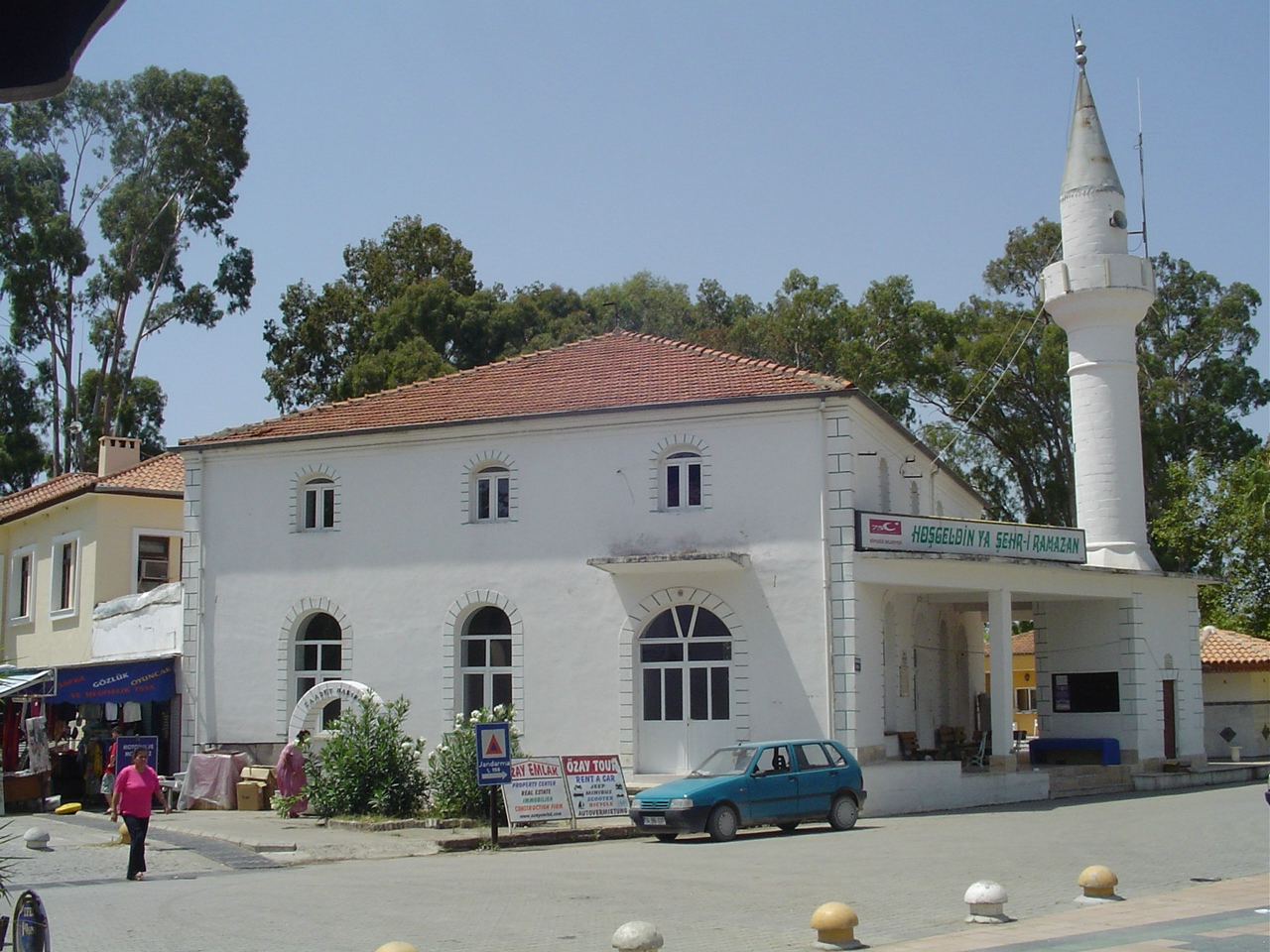
Die Moschee
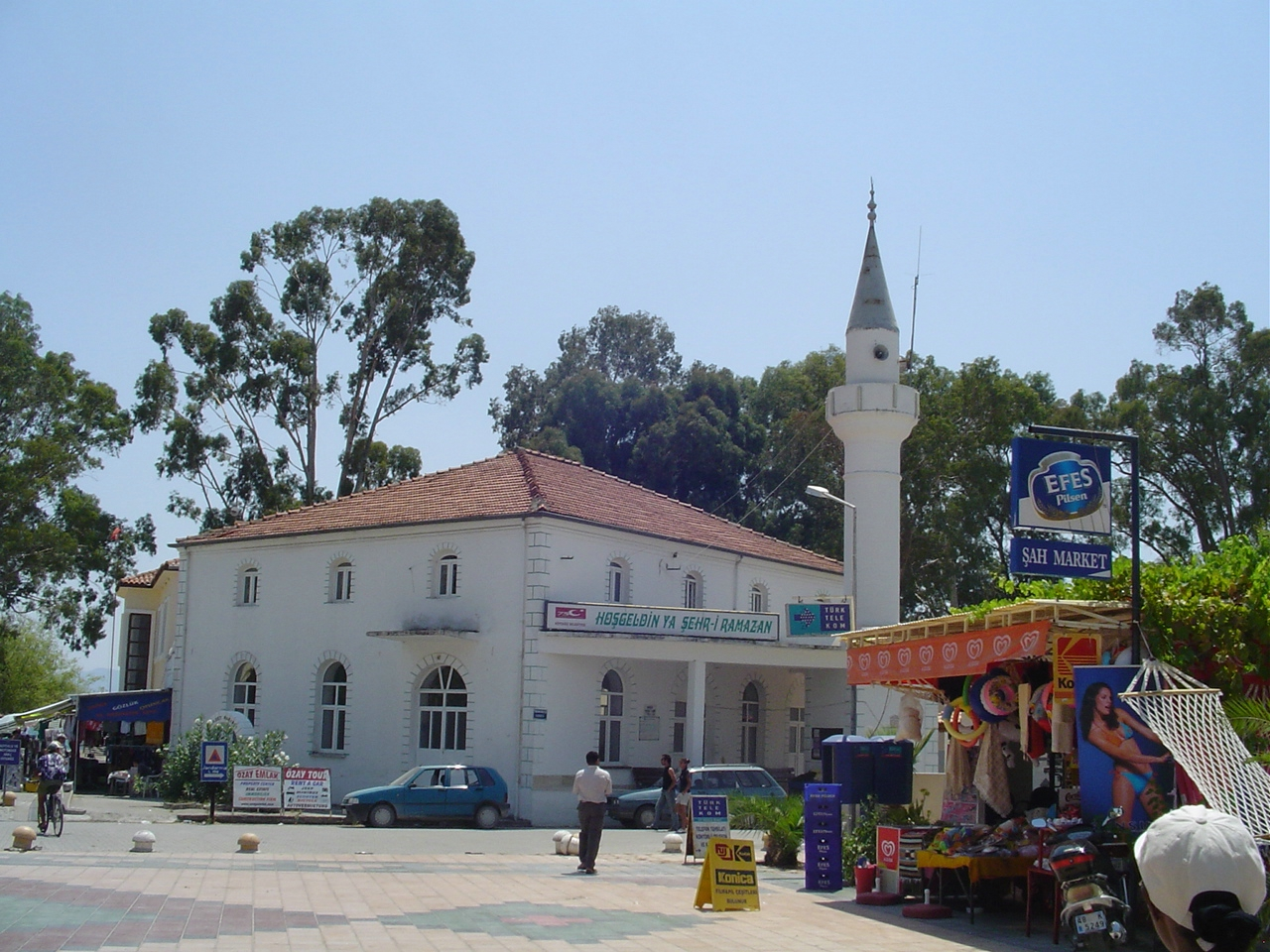
Moschee mit Minarett
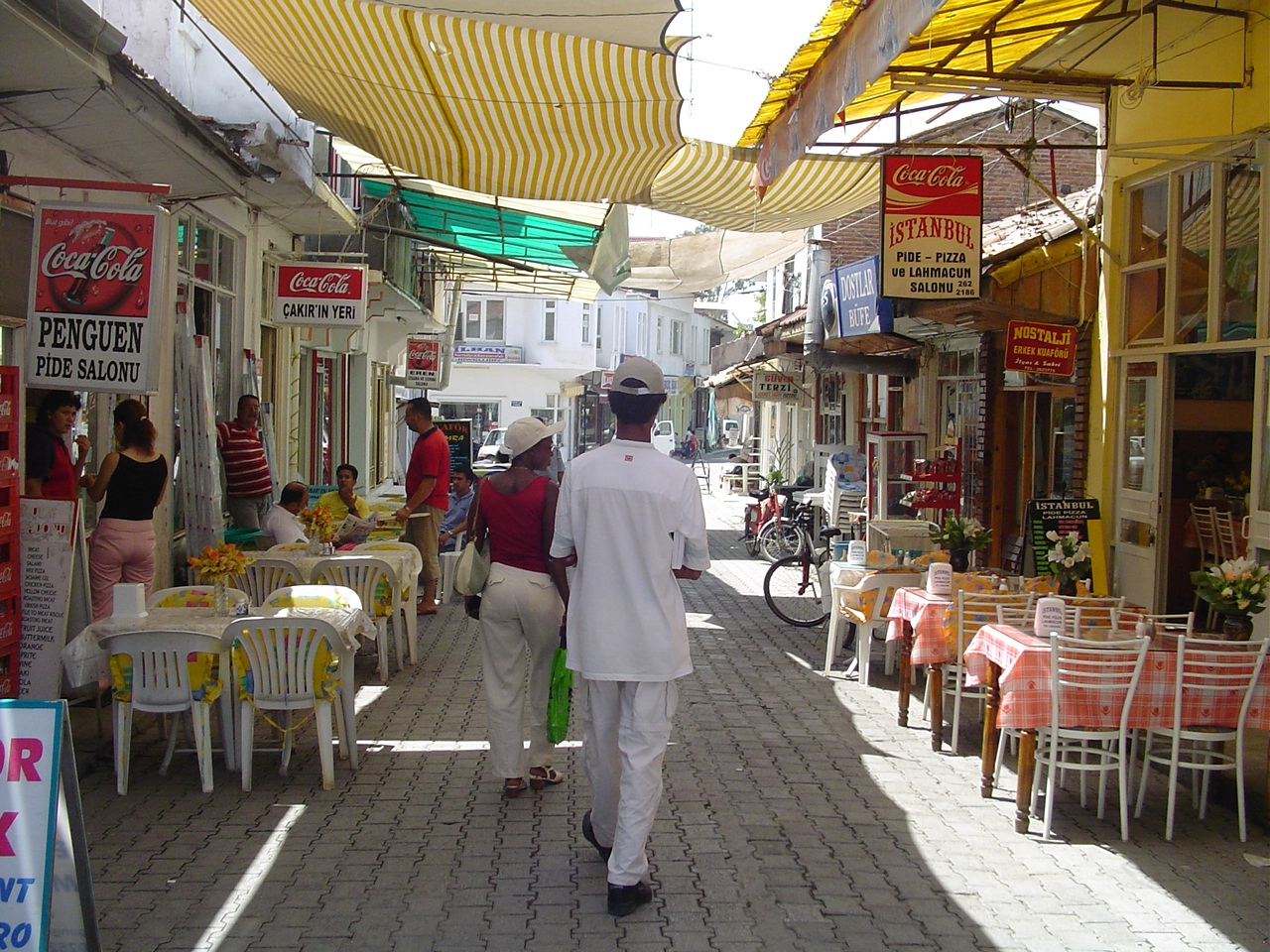
Straßenrestaurants
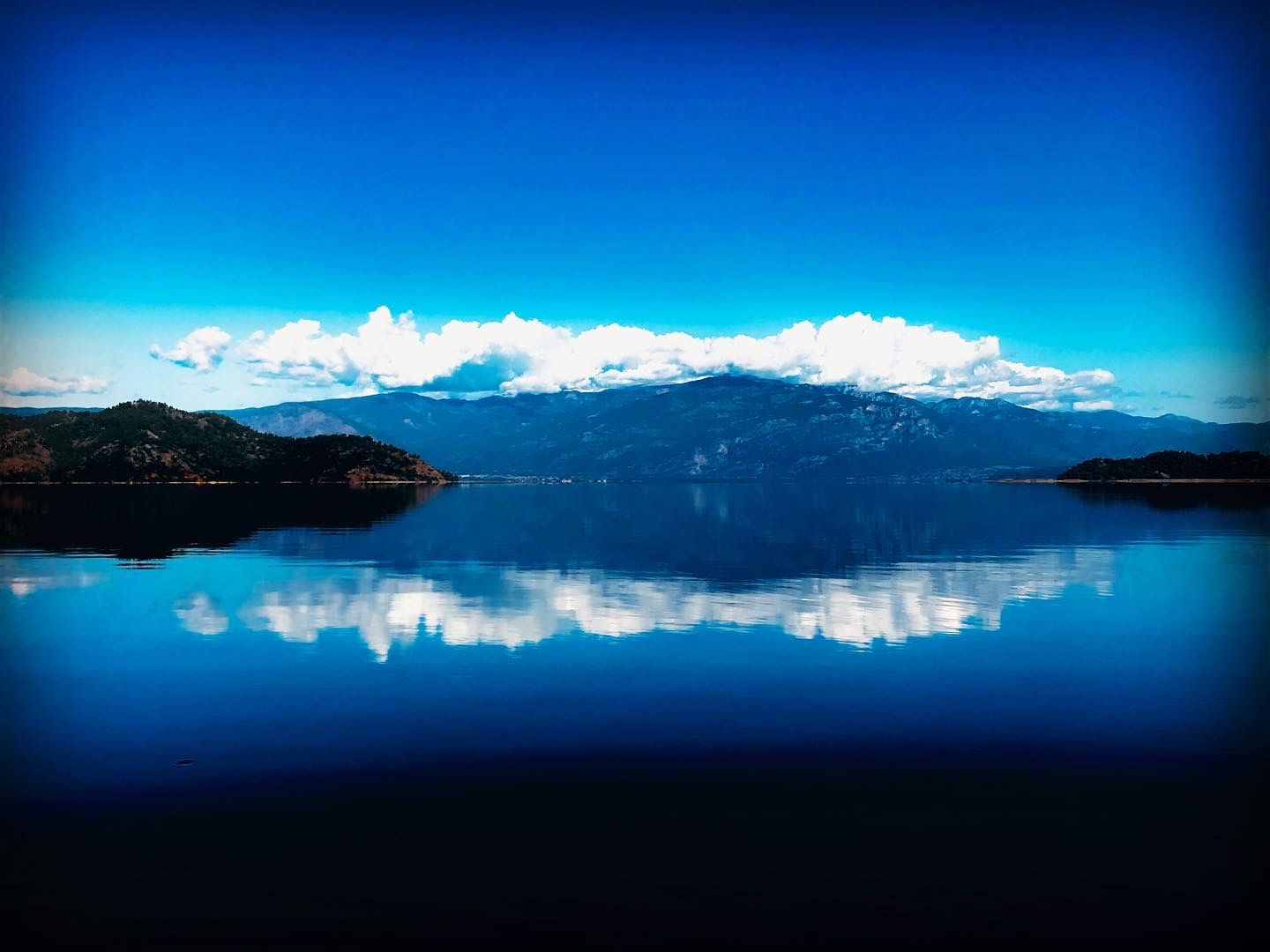
Köyceğiz Gölü und der Berg Ölemez